# نيكول غيل أندرسون
نيكول غال اندرسون (بالإنجليزية: Nicole Gale Anderson)‏ مواليد 29 أغسطس 1990 في إنديانا، الولايات المتحدة، هي ممثلة أمريكية بدأت مسيرتها الفنية عام 2005.

## الأعمال

### أفلام
- فتيات لئيمات

## روابط خارجية
- نيكول غيل أندرسون على موقع IMDb (الإنجليزية)
- نيكول غيل أندرسون على موقع روتن توميتوز (الإنجليزية)
- نيكول غيل أندرسون على موقع قاعدة بيانات الفيلم (الإنجليزية)